# 倉地満済
倉地 満済（くらち まずみ、寛保元年（1741年） - 文化5年（1808年））は、江戸幕府の旗本、御庭番。通称は、政之助。父は紀州徳川家の家臣・倉地文大夫忠利、母は同家の家臣・山田清之宇右衛門某の娘。倉地忠見の養子となって跡を継いだ。
妻は、「江戸の三美人」の1人として名を知られた笠森お仙。『寛政重修諸家譜』では、政之助と同じ御庭番・馬場善五兵衛信冨の娘となっており、倉地家7代目倉地茂雄の「御庭番の家系」（『歴史と旅』昭和58年9月号、秋田書店）によれば、この「馬場善五兵衛信冨の娘」がお仙であるという。
政之助の次男の次郎八（別名：文平、新平）は、文化4年（1807年）11月25日に倉地家分家の初代当主となる。

## 略歴
宝暦7年（1757年）3月15日、将軍徳川家重に御目見を果たす。同年4月18日に小十人格御庭番になる。
明和2年（1765年）6月3日、25歳で家督を継いで御庭預となる。同3年（1766年）8月5日、御休息御庭之者支配となる。
寛政元年（1789年）12月、「御庭番家筋の面々廿七（27）人」の1人として「厚き御主意」を仰せ渡される。
寛政6年（1794年）7月11日、金奉行に転ずる。
文化5年（1808年）に死去。